# Konarski-Kapelle
Die Konarski-Kapelle ist eine der 19 Kapellen, die die Krakauer Kathedrale umgeben. Sie wird auch Szaniawski-Kapelle genannt. Sie ist der Mariä-Empfängnis geweiht und befindet sich im südlichen Chorumgang.

## Geschichte
Die Kapelle wurde 1351 von Bischof Jan Bodzanta im gotischen Stil gestiftet. Sie wurden in den Jahren von 1520 bis 1521 im Stil der Renaissance als Grabkapelle für Bischof Jan Konarski umgebaut und erneut für Bischof Konstanty Felicjan Szaniawski im Stil des Spätbarock von Kacper Bażanka in den Jahren von 1722 bis 1728. In der Kapelle befand sich ein Frührenaissance-Altar von Michael Lancz aus Kitzingen, der derzeit im Krakauer Nationalmuseum ausgestellt ist.

## Krypta
In der Kapelle wurden nacheinander bestattet:
- Bischof Jan Konarski
- Bischof Konstanty Felicjan Szaniawski
- Kardinal Jan Puzyna de Kosielsko

## Innenraum
Das Altarbild schuf im Jahr 1834 Rafał Hadziewicz. Das Grabmal Konarskis ist im Stil der Hochrenaissance gehalten, das Grabmal Szaniawskis im Stil des Spätbarock. Die Grabplatte Puzynas ist im Jugendstil.

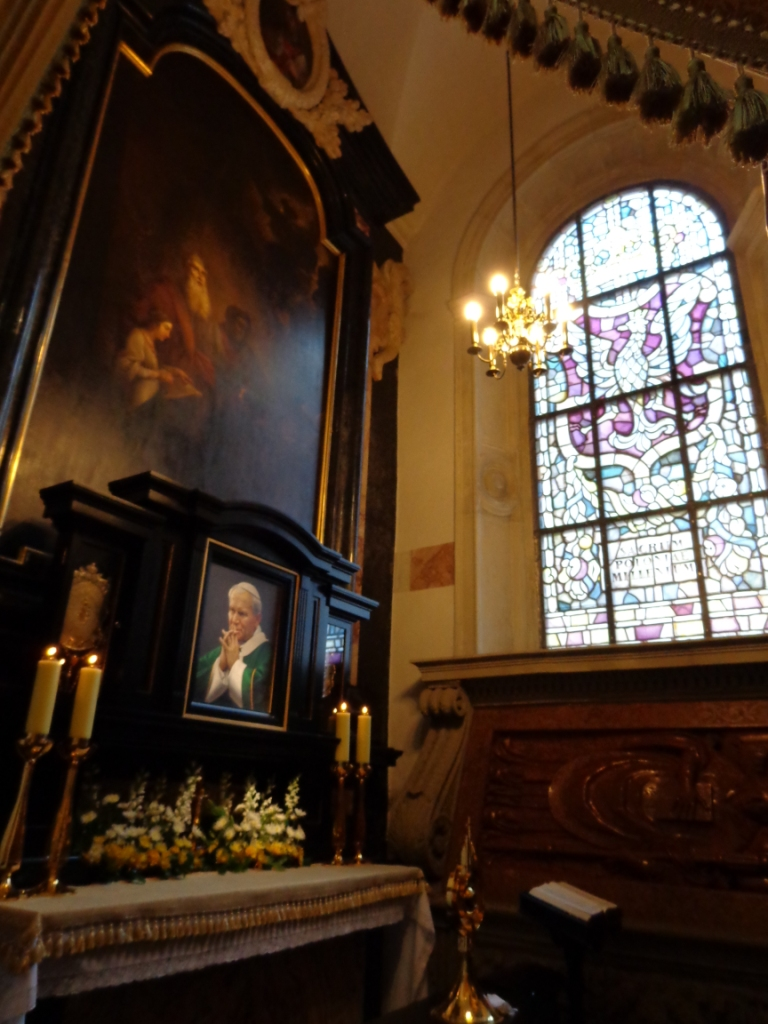
Hadziewicz-Altar
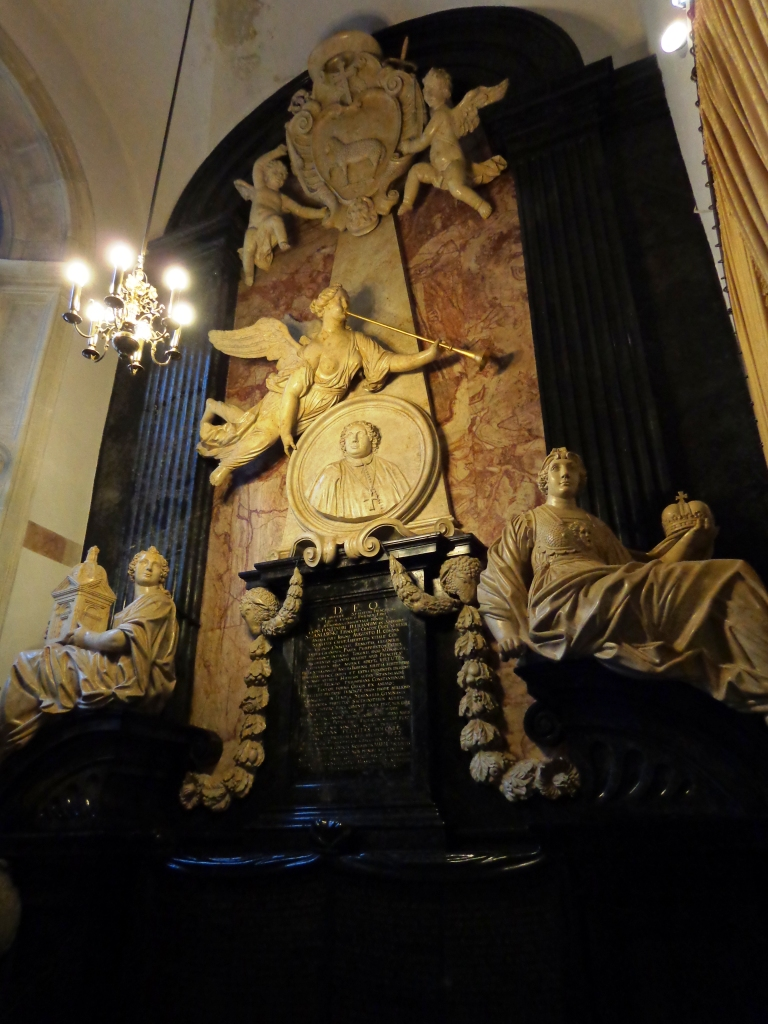
Szaniawski-Grab

## Quelle
- Michał Rożek: Krakowska katedra na Wawelu. Wydawnictwo św. Stanisława BM Archidiecezji Krakowskiej, Kraków 1989